# Anthopteropsis insignis
Anthopteropsis es un género monotípico de plantas fanerógamas perteneciente a la familia Ericaceae. Su única especie: Anthopteropsis insignis es originaria de Panamá donde se encuentra en las selvas perennifolias.

## Descripción
Son arbustos; tallos glabros. Hojas (3-)4.5-6 × (1.5-)2-3 cm, elípticas a oblongo-elípticas, pubérulas a lo largo de las nervaduras, por lo demás glabras en el envés, la nervadura 3(-5)-plinervia, la base redondeada o subcordata, el ápice subagudo, redondeado, obtuso, u obtusa y cortamente acuminado; pecíolos 2-3 mm, pubérulos. Inflorescencias con 5-8(-12) flores; raquis 2-13 mm, glabro; brácteas florales c. 1.5 mm, ovadas a deltoides, marginalmente fimbriado-glandulares; pedicelos 10-20 mm, inconspicuamente pubérulos, fimbriado-glandulares; bractéolas 1-1.5 mm, mediales, ovadas a deltadas, acuminadas a subagudas, marginalmente fimbriado-glandulares. Flores con el cáliz 7-9 mm, glabro, las alas del tubo 1.5-2(-3) mm anchas y conspicuamente nervadas, los lobos apiculados; corola (16.5-)17-19 mm, angulada pero no alada, glabra pero frecuentemente fimbriado-glandular, amarilla; estambres 9-10.5 mm; filamentos 2-3 mm; anteras 7-9 mm. Bayas 7-9 mm, rojas.

## Taxonomía
Anthopteropsis insignis  fue descrita por A.C.Sm. in Woodson & Schery y publicado en Annals of the Missouri Botanical Garden 28(4): 441–444. 1941.